# Angelo Destri
Angelo Destri (Arcola, 3 gennaio 1922 – Lerici, 8 maggio 1985) è stato un pittore italiano.

## Biografia
Angelo Destri pittore e poeta, inizia a dipingere a soli 12 anni, e la sua grande passione lo accompagnerà per tutta la vita.
A scoprire il talento di Destri fu Bruno Bassano, gallerista che operava sia a Sarzana che a Parigi, e che convinse l'artista a seguirlo e di passare qualche tempo in Francia.
Così negli anni cinquanta parte dalla Spezia per Parigi dove, grazie alle conoscenze dell'amico gallerista, conosce Marc Chagall, Bernard Buffet e lo scrittore Albert Camus.
L'esperienza parigina lo migliora in tutto. Rientra in Italia con un grande spirito artistico e inizia a partecipare a numerose mostre sia in Toscana che in Liguria per poi arrivare a Milano e Londra.
Negli ultimi anni si trasferisce e lavora intensamente nel borgo di Lerici, dove muore all'età di 63 anni.

I suoi dipinti si trovano in moltissime collezioni private, sia italiane che estere e nei Musei San Matteo di Pisa e in quello di Aups in Francia. Prima di Trasferirsi a Lerici. è sempre vissuto nel paese di Cerri( Comune di Arcola), Nei suoi quadri a tema volti femminili ,la modella era la sorella.